# Ilsa Shickelgrubermeiger
Ilsa Schicklgrubermeiger-von Helsinger Kepelugerhoffer eller blot kaldet Ilsa
er en fiktiv person i Disney Channels tv-serie Zack og Cody's Søde Hotelliv. Hun er med i fire afsnit og spilles af Caroline Rhea.
Hun er en tysk hotelinspektør og manager for det konkurrerende St Mark Hotel, der ligger over for The Tipton Hotel.
Hun er meget uhøflig og jager rundt med sit personale. Hun har en stor skønhedsplet i ansigtet, som alle bemærker og kommenterer.
I en episode har hun en hund der hedder Blitzkrieg, som er temmelig ond. London Tipton sammenligner den med en piratfisk.
Hendes store drøm er at lave The Tipton Hotel om til parkeringsplads.